# Wu de Qin
Wu de Qin (chinois : 秦武王) (né en 329 av. J.-C. et mort en 307 av. J.-C.) est un roi de Qin durant la Période des Royaumes combattants. Il règne de 310 av. J.-C. à 307 av. J.-C..
Durant son règne, le roi Wu continue la politique expansionniste des Qin en envahissant le royaume de Shu voisin. Il meurt accidentellement à l'âge de 23 ans en essayant de porter un ding. Il ne régna que pendant quatre ans.
Il meurt sans descendance, son frère, Zhaoxiang (Ying Ze), lui succéda.